# Zoektocht naar de historische Jezus
De zoektocht naar de historische Jezus is een tak van de Bijbelwetenschap die zich bezighoudt met het reconstrueren van het leven van de historische Jezus van Nazareth. Zij wil deze reconstructie los koppelen van a-historische elementen in het traditioneel-christelijke beeld van Jezus Christus. De zoektocht hanteert de historisch-kritische methode, die voornamelijk bestaat uit kritische analyse van de bronnen en van de culturele en historische context van Jezus om zo te beargumenteren wat de relatie is tussen de overgeleverde herinneringen en wat er in het leven van Jezus gebeurd is.

### Bijbelse bronnen
Buiten de evangeliën kan in het Nieuwe Testament maar weinig biografische informatie over Jezus worden gevonden. Paulus en Marcus zijn twee vroege bronnen die met zekerheid niet literair afhankelijk zijn van elkaar. Daarbij mag als derde bron met vrij grote zekerheid de hypothetische bron Q gerekend worden. Johannes en de eigen stof van Matteüs en Lucas wijzen op onafhankelijke overleveringen, net als (in veel mindere mate) Hebreeën, Handelingen, Jakobus en Openbaring. Deze bronnenkritiek is van belang omdat het zo mogelijk wordt vroege gegevens te achterhalen. Omdat bijvoorbeeld zowel Paulus, Marcus als Q aan Jezus een verbod op echtscheiding toeschrijven, moet dit een heel oude herinnering zijn. In chronologische volgorde worden hier Paulus en de latere vier evangeliën besproken.

#### Brieven van Paulus
De zeven onbetwiste brieven van Paulus (circa 50–62 n.Chr.) zijn ouder dan de evangeliën en bevatten de vroegst overgeleverde informatie over Jezus. Paulus had deze verkregen via zijn contacten in de vroegste christelijke gemeenschappen. Paulus vermeldt bijvoorbeeld ontmoetingen met Kefas (Petrus, een prominente leerling van Jezus), Johannes en Jezus' broer Jakobus. De brieven van Paulus zijn daarom een belangrijke bron in het onderzoek naar de historische Jezus en bevatten diverse historisch relevante gegevens (zoals dat Jezus een Jood was, broers had en werd gekruisigd).

#### Evangeliën
Later ontstonden de vier canonieke evangeliën (Matteüs, Marcus, Lucas, Johannes) die de meeste biografische informatie over Jezus bevatten. Uit bronnenkritiek blijkt dat Marcus het oudste evangelie is (circa 70 na Chr.). De schrijvers van Matteüs en Lucas hebben van dit evangelie gebruikgemaakt. Daarnaast hebben zij nog ander gemeenschappelijk materiaal, met name uitspraken van Jezus. Dit waren hoogstwaarschijnlijk perikopen of een verzameling daarvan die bekendstaat als de hypothetische bron Q. Tenslotte bevatten Matteüs en Lucas eigen uniek materiaal dat waarschijnlijk ook gebaseerd is op oudere overleveringen (zie verder het synoptische vraagstuk): Sondergut, respectievelijk M genoemd voor uniek materiaal in Matteüs en L idem in Lucas. Johannes, dat meer het karakter van een theologisch geschrift heeft dan de andere drie, wordt rond 90-110 gedateerd. Er bestaat verschil van mening over de vraag of Johannes literair afhankelijk is van de andere drie evangeliën en in hoeverre het vierde evangelie onafhankelijke tradities heeft bewaard. Zeker is dat het gegevens bevat die geen duidelijke theologische functie hebben en niet in de synoptische evangeliën zijn te vinden. De anonieme auteur noemt als bron een geschreven verslag van "de leerling van wie Jezus veel hield".

### Buiten-Bijbelse bronnen

#### Josephus
Het werk Oude geschiedenis van de Joden (ca. 93/94 n.Chr.) van de Joodse historicus Flavius Josephus bevat twee verwijzingen naar Jezus. De eerste verwijzing is het controversiële Testimonium Flavianum, de andere verwijzing noemt ene Jezus als broer van Jakobus.

#### Apocriefen van het Nieuwe Testament
De 68 bekende apocriefe evangeliën zijn van weinig waarde voor de historische Jezus. De meeste van deze teksten zijn verloren gegaan, maar uit de overgebleven fragmenten wordt duidelijk dat zij met veel zin voor mythologie, magie en fantasie de onbekende aspecten van Jezus' leven invullen (vooral uit zijn kinderjaren). De bewaard gebleven teksten dateren alle van na de canonieke evangeliën. Sommige ervan hebben grote invloed gehad op de volkse overleveringen. Zo stammen bijvoorbeeld de geboortegrot van Betlehem (waarboven de huidige Geboortekerk gebouwd werd) en de namen van Maria’s ouders, Joachim en Anna, uit het 2e-eeuwse apocriefe Proto-Evangelie van Jacobus. De os en de ezel in de stal komen uit het 5e-eeuwse Evangelie van pseudo-Matteus, door de schrijver zelf De geboorte van Maria en kindertijd van de Verlosser genoemd.
Mogelijke uitzonderingen zijn een fragment van het evangelie van Petrus, met wellicht enkele minieme historische herinneringen aan Jezus, en het bekendste van alle apocriefe evangeliën: het Koptische evangelie van Thomas. Dit laatste werd in 1945 bij het Egyptische dorp Nag-Hammadi ontdekt en is de vertaling van een 2e-eeuws Grieks origineel. Sommige onderzoekers veronderstellen dat het evangelie van Thomas uitspraken van Jezus bevat die teruggaan op oudere tradities dan de canonieke evangeliën. Het bevat geen enkel verhaal over Jezus; biografische bijzonderheden zijn er dus niet in vinden.

#### Overige Joodse bronnen
In de rabbijnse bronnen (voornamelijk in de Babylonische Talmoed) komen enkele referenties naar Jezus voor, maar niet elke verwijzing is even duidelijk. Volgens Peter Schafer stammen de oudste daarvan uit het einde van de derde of het begin van de vierde eeuw na Chr. en kunnen ze verklaard worden als reacties op de canonieke evangeliën, met name het evangelie van Johannes. Deze gegevens zijn daarom niet of nauwelijks van betekenis voor de historische Jezus.

#### Romeinse bronnen

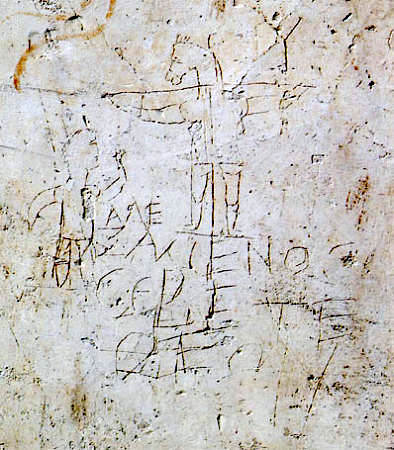
Spotprent van de Gekruisigde met een ezelskop; de tekst zegt Alexamenos aanbidt zijn god. Vermoedelijk rond A.D. 200. Gevonden: Domus Gelotiana Rome; nu in Musei Palatini.

Plinius de Jongere schreef in 112 na Chr. in het kader van de christenbestraffing een brief aan keizer Trajanus waarin hij de christenen beschrijft en Christus noemt. Tacitus beschreef in zijn Annales, geschreven rond 116, hoe Nero de schuld voor de brand van Rome in de schoenen van de christenen schoof en dat "de man aan wie deze naam ontleend is, Christus, ... onder de regering van Tiberius door de landvoogd Pontius Pilatus ter dood [was] gebracht". Suetonius schreef in zijn Leven van Claudius dat (rond 50 n.Chr.) de Joden voortdurend opschudding veroorzaakten op instigatie van Chrestus en Claudius hen daarom uit Rome verbande. Het is omstreden of deze Chrestus geïdentificeerd moet worden met Christus. Lucianus van Samosata leefde nog later in de tweede eeuw. Hij gaf in De dood van Peregrinus een sarcastische beschrijving van christenen en noemde hun wetgever de man die in Palestina gekruisigd werd.

#### Koran
De Koran verschaft weinig informatie over Jezus, hoewel hij daarin voorkomt als profeet (Isa). De Koran (ca. 600 jaar na Chr.) komt te laat om als bron voor de historische Jezus te kunnen gelden.

## Methodologie
Historische bronnen hebben altijd een bepaalde standplaatsgebondenheid. Dit geldt ook voor de vroegste bronnen over Jezus, die hem vanuit een geloofsstandpunt belichten. Bij mensen zoals Jezus houden historici bovendien rekening met een bepaalde mate aan legendevorming. Het onderzoek naar de historische Jezus brengt de overgeleverde herinneringen in kaart en legt beargumenteerde verbanden met de periode van het leven van Jezus. Hierbij wordt vooral gezocht naar het oudste materiaal in de bronnen, dat met behulp van verschillende criteria benaderd kan worden. Vanuit de vormkritiek zijn de criteria van authenticiteit ontwikkeld, waarvan de methodologische waarde echter ter discussie staat. Gezaghebbende geleerden zijn sceptisch over de mogelijkheid om losse spreuken en verhalen voor authentiek te verklaren: zij menen dat het slechts haalbaar is de grote lijn die door verschillende herinneringen loopt, te herleiden tot de historische impact van Jezus. Niettemin functioneren in de kritische analyse van de bronnen de volgende criteria om historische ontwikkelingen bloot te leggen:
- Criterium van dissimilariteit of dubbele discontinuïteit[14][15] (double discontinuity, dissimilarity[16]): Materiaal dat niet in het contemporaine jodendom en ook niet in het vroegste christendom past, kan van Jezus afkomstig zijn. Als het tegen de gevestigde belangen of opvattingen van de vroege christenen ingaat, dan is het onwaarschijnlijk dat de vroege christenen dit materiaal zouden hebben verzonnen en dus waarschijnlijker dat Jezus het echt heeft gezegd of gedaan.
- Criterium van de meervoudige onafhankelijke getuigenis[17][15] (multiple independent attestation[16]): Als gelijkluidend materiaal in meerdere onafhankelijke bronnen en/of in meerdere genres (zoals spreuken, verhalen, gelijkenissen) voorkomt, verhoogt dat de waarschijnlijkheid van authenticiteit.
- Criterium van verlegenheid (embarrassment): Waar sprake is van damage control, zijn er gegevens waar de vroegste christenen waarschijnlijk niet omheen konden.
- Criterium van de contextuele geloofwaardigheid[18] of criterium van Semitische talen en Palestijnse omgeving[14] (contextual credibility,[16] Semitic languages and Palestinian environment[19]):  Gebeurtenissen of uitspraken die onrealistisch zijn in de gegeven historische context, namelijk het Arameessprekende joodse Palestina van de 1e eeuw, zijn waarschijnlijk niet authentiek.[16] Bijvoorbeeld, het gesprek tussen Nicodemus en Jezus in Johannes 3 is gebaseerd op de meervoudige betekenis van het Griekse woord ανωθεν/anothen ('opnieuw' en 'van boven'), maar in 1e-eeuws Palestina zouden zij Aramees hebben gesproken, terwijl het Aramees geen woord heeft met diezelfde dubbele betekenis; derhalve kan dit gesprek niet hebben plaatsgevonden zoals het wordt verteld.[18]
- Criterium van coherentie[14] (coherence): Materiaal dat past in het reeds gewonnen beeld van de historische Jezus, zou ook authentiek kunnen zijn.

Minder bekende criteria die weleens gebruikt worden zijn: sporen van Aramees in de bronnen, couleur locale, levendige verhaaltrant, tendenzen van de evoluerende synoptische traditie, en dat de reconstructie van Jezus een plausibele verklaring moet geven voor de kruisdood.

## Kort verloop van het beeld van de historische Jezus
Sinds de Verlichting hebben mensen gepoogd Jezus op een rationeel-naturalistische wijze te benaderen. Baruch Spinoza bijvoorbeeld schetste in zijn Tractatus theologico-politicus Jezus als morele leraar en verwierp diens wonderen als verzinsels voor het gewone volk. Het onderzoek naar de historische Jezus bereikte een eerste hoogtepunt in de negentiende eeuw. Klassiek is Das Leben Jesu, kritisch bearbeitet (1835-1836), waarin David Strauss betoogde dat de rabbi Jezus van Nazareth was opgetuigd met behulp van mythen. Het negentiende-eeuwse onderzoek werd grondig bekritiseerd door Albert Schweitzer in zijn Geschichte der Leben-Jesu-Forschung (1906/1913), waarin hij de meeste reconstructies ontmaskerde als projecties van de betreffende onderzoeker. Zelf zag hij de historische Jezus als een apocalyptische prediker.
In de negentiende eeuw, met uitlopers in de twintigste eeuw, verdedigde de Hollandse radicale school dat Jezus nooit bestaan heeft en dat de brieven van Paulus veel later gedateerd moesten worden. Een vertegenwoordiger van deze school was Gustaaf Adolf van den Bergh van Eysinga.
De eerste helft van de twintigste eeuw wordt gekenmerkt door het onderscheid tussen de historische Jezus en de verkondigde (kerygmatische) Christus (Martin Kähler, Rudolf Bultmann). Bultmann betoogde dat de historische Jezus onbelangrijk was voor het geloof, alleen dat hij bestaan had deed ertoe. Ernst Käsemann zette in 1954 het onderzoek naar de historische Jezus tegenover zijn leermeester Bultmann in Duitsland weer op de kaart.
Sinds de laatste decennia van de twintigste eeuw lijkt het Angelsaksische onderzoek de prominente plaats van het Duitse onderzoek te hebben overgenomen met onder meer de invloedrijke studie Jesus and Judaism (1985) van E.P. Sanders. Mede door de nieuwe informatie over het jodendom in de tijd van Jezus (de Dode Zee-rollen) en nieuwe vroegchristelijke teksten (de Nag Hammadigeschriften) ontstonden er verschillende reconstructies van de historische Jezus. Afhankelijk van de keuzes die de historicus hierbij maakt, is Jezus gereconstrueerd als rabbi, wijsheidsleraar, anti-Romeinse rebel, radicale godsdienstvernieuwer, messiaspretendent, Esseen, apocalyptische profeet, enzovoort. Dit geeft duidelijk aan hoe moeilijk het is om een objectief beeld van Jezus te krijgen. Toch meent een groot deel van de geleerden dat Jezus een apocalyptische profeet was, die de nabijheid van het koninkrijk van God verkondigde.